# Marcello Cottafava
Marcello Cottafava (Genova, 8 settembre 1977) è un allenatore di calcio ed ex calciatore italiano, di ruolo difensore.
È figlio di Edano Cottafava, rugbista degli anni settanta del CUS Genova e della Nazionale.

## Carriera

### Giocatore
Iniziò la carriera nella Sampdoria, arrivando in prima squadra nel 1996, ma non riuscendo a collezionare presenze in Serie A. Dal 1997 al 2004 giocò in Serie C1 con Saronno, Carrarese, Lecco, Treviso e Giulianova.

#### Treviso
Tornato al Treviso nel 2004, giocò in Serie B e l'anno successivo in Serie A, dove esordì l'11 settembre 2005 in Treviso-Livorno 0-1.

#### Lecce
Cominciata l'annata 2006-2007 con il Treviso, in serie cadetta, è passato al Lecce, sempre in B, a gennaio. Ha giocato da titolare per la restante parte del campionato, finché non è stato fermato in via cautelare per un presunto caso di doping. Il 21 giugno è prosciolto per non aver commesso il fatto: aveva infatti usato uno spray nasale, il quale aveva provocato un presunto effetto dopante.
Nella stagione 2007-2008 mette a segno una pregevole marcatura tirando da circa trenta metri contro il Pisa, per il momentaneo 1-0. La partita si conclude poi sul risultato di 1-1.

#### Triestina
Il 1º settembre 2008 si trasferisce alla Triestina, con la quale realizza 3 reti in 77 presenze in due stagioni. Nel precampionato della stagione 2010-2011 viene messo fuori rosa dalla Triestina per poi essere reintegrato nel gennaio successivo. A luglio rescinde il contratto che lo legava alla società alabardata.

#### Gubbio
Il 22 settembre 2011 viene ingaggiato a parametro zero dal Gubbio. Il 5 ottobre 2011 trova il primo gol con la maglia degli eugubini nella partita terminata 2-2 sul campo del Brescia. Il 5 novembre rimedia la sua prima espulsione nella sconfitta per 3-1 contro il L.R. Vicenza al minuto 58 con il risultato ancora sull'1-1. Conclude la stagione retrocedendo con 34 presenze e 2 gol.

#### Latina
Il 29 agosto 2012 approda al Latina firmando un contratto annuale.
Il 30 settembre 2012 in Viareggio-Latina mette a segno una pregevole marcatura calciando una punizione da circa 40 metri che sorprende il portiere avversario firmando il momentaneo vantaggio della squadra pontina. La partita finirà poi con il risultato di 1-1. È tra i protagonisti della squadra pontina che il 16 giugno 2013, battendo per 3-1 il Pisa nella finale Playoff della Lega Pro Prima Divisione, conquista la prima storica promozione in Serie B.
Il 10 luglio 2013 rinnova per un anno partecipando così al primo campionato di serie B nella storia del Latina.
Il 14 dicembre 2013 nella partita contro il Crotone trova il suo primo gol stagionale con un tiro in diagonale sugli sviluppi di un corner.
Diventa capitano della squadra che arriva 3º in classifica dietro a Empoli e Palermo. Partecipa ai playoff per andare in serie A. Vince la semi-finale con in Bari perdendo solo la finale contro il Cesena non potendo cosi coronare il sogno della doppia promozione.

#### SPAL
Il 14 gennaio 2015 passa alla SPAL, formazione militante in Lega Pro. Il 23 aprile 2016, nella partita che vedeva gli estensi giocare contro l'Arezzo, terminata 1 a 1 vince il campionato di Lega Pro e in una conferenza stampa il 14 maggio 2016 annuncia il suo ritiro dal calcio giocato.

### Allenatore[9]
Nel 2016-2017 allena l'Under 17 della SPAL. Promosso in Primavera nella stagione seguente, il 7 settembre 2017 supera con esito positivo l'esame da allenatore di seconda categoria UEFA A che gli consente di allenare tutte le giovanili e di fare il vice in A e B.
Nel Campionato Primavera 2 2017-2018 si piazza quinto a un punto dai play-off mentre l’anno seguente arriva secondo nel girone A perdendo infine la finale play-off contro la Lazio.
Il 1º luglio 2019 diventa allenatore della formazione Primavera della Sampdoria, firmando un contratto fino al 30 giugno 2020. Con la sospensione del campionato a causa dell'emergenza COVID-19 la squadra blucerchiata si ferma al 7º posto in classifica in zona play-off. Nell'estate del 2020 Cottafava passa ad allenare i pari età del Torino. Il 23 marzo 2021 viene esonerato e sostituito alla guida dell'Under-19 granata da Federico Coppitelli.
Nell'ottobre del 2022 consegue la licenza UEFA Pro, il massimo livello formativo per un allenatore.
Il 6 dicembre 2022 viene ingaggiato dal Novara come nuovo allenatore della squadra primavera per sostituire Franco Semioli che nel frattempo era stato promosso alla guida della prima squadra. Tuttavia, non giocherà mai una partita ufficiale alla guida dei piemontesi poiché il 17 gennaio 2023 lo stesso Semioli viene richiamato dalla società alla guida della squadra giovanile.
Nel luglio del 2023, diventa allenatore del Pordenone, guidando tuttavia la squadra friulana solo per qualche amichevole a causa del successivo fallimento dei neroverdi.
Il 26 settembre 2023, Cottafava viene ufficialmente nominato nuovo allenatore del Vado, società militante in Serie D, subentrando al posto dell'esonerato Renato Mancini. Al comando della squadra ligure raggiunge il quarto posto nel girone A e vince i successivi playoff, ma al termine della stagione lascia i rossoblu per far posto a Silvestro De Lucia. Tuttavia, il 20 settembre seguente viene richiamato alla guida del Vado per sostituire lo stesso De Lucia, esonerato dopo la terza giornata di campionato. Il 17 febbraio, all'indomani della sconfitta casalinga subita contro il Ligorna (0-1) e con i rossoblú distanti 13 punti dal primo posto, viene sollevato dall'incarico.

## Statistiche

### Presenze e reti nei club
| Stagione         | Squadra          | Campionato       | Campionato | Campionato | Coppe nazionali | Coppe nazionali | Coppe nazionali | Coppe continentali | Coppe continentali | Coppe continentali | Altre coppe | Altre coppe | Altre coppe | Totale | Totale |
| Stagione         | Squadra          | Comp             | Pres       | Reti       | Comp            | Pres            | Reti            | Comp               | Pres               | Reti               | Comp        | Pres        | Reti        | Pres   | Reti   |
| ---------------- | ---------------- | ---------------- | ---------- | ---------- | --------------- | --------------- | --------------- | ------------------ | ------------------ | ------------------ | ----------- | ----------- | ----------- | ------ | ------ |
| 1997-1998        | Saronno          | C1               | 29         | 0          | CI-C            | 0               | 0               | -                  | -                  | -                  | -           | -           | -           | 29     | 0      |
| 1998-1999        | Carrarese        | C1               | 20         | 0          | CI-C            | 3               | 0               | -                  | -                  | -                  | -           | -           | -           | 23     | 0      |
| 1999-2000        | Carrarese        | C1               | 32         | 1          | CI-C            | 6               | 0               | -                  | -                  | -                  | -           | -           | -           | 38     | 1      |
| 2000-2001        | Carrarese        | C1               | 26+2       | 2+1        | CI-C            | 3               | 0               | -                  | -                  | -                  | -           | -           | -           | 31     | 3      |
| Totale Carrarese | Totale Carrarese | Totale Carrarese | 78+2       | 3+1        |                 | 12              | 0               |                    | -                  | -                  |             | -           | -           | 92     | 4      |
| 2001-2002        | Lecco            | C1               | 25         | 1          | CI-C            | 0               | 0               | -                  | -                  | -                  | -           | -           | -           | 25     | 1      |
| 2002-2003        | Treviso          | C1               | 22         | 1          | CI+CI-C         | 3+0             | 0               | -                  | -                  | -                  | SL-C1       | 0           | 0           | 25     | 1      |
| 2003-gen. 2004   | Treviso          | B                | 0          | 0          | CI              | 0               | 0               | -                  | -                  | -                  | -           | -           | -           | 0      | 0      |
| gen.-giu. 2004   | Giulianova       | C1               | 14         | 0          | CI-C            | 0               | 0               | -                  | -                  | -                  | -           | -           | -           | 14     | 0      |
| 2004-2005        | Treviso          | B                | 32+2       | 3+0        | CI              | 2               | 0               | -                  | -                  | -                  | -           | -           | -           | 36     | 3      |
| 2005-2006        | Treviso          | A                | 28         | 0          | CI              | 1               | 0               | -                  | -                  | -                  | -           | -           | -           | 31     | 5      |
| 2006-gen. 2007   | Treviso          | B                | 18         | 0          | CI              | 1               | 0               | -                  | -                  | -                  | -           | -           | -           | 19     | 0      |
| Totale Treviso   | Totale Treviso   | Totale Treviso   | 100+2      | 4+0        |                 | 7               | 0               |                    | -                  | -                  |             | 0           | 0           | 109    | 4      |
| gen.-giu. 2007   | Lecce            | B                | 15         | 0          | CI              | 0               | 0               | -                  | -                  | -                  | -           | -           | -           | 15     | 0      |
| 2007-2008        | Lecce            | B                | 33+1       | 1+0        | CI              | 1               | 0               | -                  | -                  | -                  | -           | -           | -           | 35     | 1      |
| Totale Lecce     | Totale Lecce     | Totale Lecce     | 48+1       | 1+0        |                 | 1               | 0               |                    | -                  | -                  |             | -           | -           | 50     | 1      |
| 2008-2009        | Triestina        | B                | 39         | 1          | CI              | 0               | 0               | -                  | -                  | -                  | -           | -           | -           | 39     | 1      |
| 2009-2010        | Triestina        | B                | 38+2       | 2+0        | CI              | 4               | 0               | -                  | -                  | -                  | -           | -           | -           | 44     | 2      |
| 2010-2011        | Triestina        | B                | 20         | 0          | CI              | 0               | 0               | -                  | -                  | -                  | -           | -           | -           | 20     | 0      |
| Totale Triestina | Totale Triestina | Totale Triestina | 97+2       | 3+0        |                 | 4               | 0               |                    | -                  | -                  |             | -           | -           | 103    | 3      |
| 2011-2012        | Gubbio           | B                | 34         | 2          | CI              | 0               | 0               | -                  | -                  | -                  | -           | -           | -           | 34     | 2      |
| 2012-2013        | Latina           | 1D               | 27+3       | 3+0        | CI-LP           | 6               | 0               | -                  | -                  | -                  | -           | -           | -           | 36     | 3      |
| 2013-2014        | Latina           | B                | 40+4       | 2+0        | CI              | 1               | 0               | -                  | -                  | -                  | -           | -           | -           | 45     | 2      |
| 2014-gen. 2015   | Latina           | B                | 12         | 0          | CI              | 1               | 0               | -                  | -                  | -                  | -           | -           | -           | 13     | 0      |
| Totale Latina    | Totale Latina    | Totale Latina    | 79+7       | 5+0        |                 | 8               | 0               |                    | -                  | -                  |             | -           | -           | 94     | 5      |
| gen.-giu. 2015   | SPAL             | LP               | 15         | 2          | CI-LP           | 0               | 0               | -                  | -                  | -                  | -           | -           | -           | 15     | 2      |
| 2015-2016        | SPAL             | LP               | 25         | 1          | CI+CI-LP        | 1+2             | 0               | -                  | -                  | -                  | SLP         | 1           | 0           | 29     | 1      |
| Totale SPAL      | Totale SPAL      | Totale SPAL      | 40         | 3          |                 | 3               | 0               |                    | -                  | -                  |             | -           | -           | 44     | 3      |
| Totale carriera  | Totale carriera  | Totale carriera  | 519+14     | 21+1       |                 | 32              | 0               |                    | -                  | -                  |             | 1           | 0           | 566    | 22     |

### Statistiche da allenatore
Statistiche aggiornate al 17 febbraio 2025.
| Stagione            | Squadra         | Campionato      | Campionato | Campionato | Campionato | Campionato | Coppe nazionali | Coppe nazionali | Coppe nazionali | Coppe nazionali | Coppe nazionali | Coppe continentali | Coppe continentali | Coppe continentali | Coppe continentali | Coppe continentali | Altre coppe | Altre coppe | Altre coppe | Altre coppe | Altre coppe | Totale | Totale | Totale | Totale | % Vittorie | Piazzamento |
| Stagione            | Squadra         | Comp            | G          | V          | N          | P          | Comp            | G               | V               | N               | P               | Comp               | G                  | V                  | N                  | P                  | Comp        | G           | V           | N           | P           | G      | V      | N      | P      | %          | Piazzamento |
| ------------------- | --------------- | --------------- | ---------- | ---------- | ---------- | ---------- | --------------- | --------------- | --------------- | --------------- | --------------- | ------------------ | ------------------ | ------------------ | ------------------ | ------------------ | ----------- | ----------- | ----------- | ----------- | ----------- | ------ | ------ | ------ | ------ | ---------- | ----------- |
| set. 2023-2024      | Vado            | D               | 34+2       | 16+2       | 12         | 6          | CI-D            | 2               | 1               | 1               | 0               | -                  | -                  | -                  | -                  | -                  | -           | -           | -           | -           | -           | 38     | 19     | 13     | 6      | 50,00      | Sub., 4º    |
| set. 2024-feb. 2025 | Vado            | D               | 25         | 15         | 5          | 5          | CI-D            | 2               | 0               | 2               | 0               | -                  | -                  | -                  | -                  | -                  | -           | -           | -           | -           | -           | 27     | 15     | 7      | 5      | 55,56      | Sub., Eson. |
| Totale carriera     | Totale carriera | Totale carriera | 61         | 33         | 17         | 11         |                 | 4               | 1               | 3               | 0               |                    | -                  | -                  | -                  | -                  |             | -           | -           | -           | -           | 65     | 34     | 20     | 11     | 52,31      |             |

## Palmarès

### Club

#### Competizioni nazionali
- Serie C1: 1

Treviso: 2002-2003
- Supercoppa italiana di Serie C: 1

Treviso: 2003
- Serie B: 1

Lecce: 2007-2008
- Lega Pro: 2

Latina: 2012-2013
S.P.A.L.: 2015-2016
- Coppa Italia Lega Pro: 1

Latina: 2012-2013
- Supercoppa di Lega Pro: 1

S.P.A.L.: 2016